# Xavier Villacrosse
Xavier Villacrosse, cunoscut după ortografierea timpului și sub numele de Csavie Vilacros (n. circa 1790, Catalonia—d. 1855, București) a fost un arhitect român de origine catalană.

## Începutul activității
Născut în Catalonia în jurul anului 1790, Xavier Villacrosse a făcut studii de arhitectură la Paris. La scurt timp după terminarea studiilor, Villacrosse a venit în Țara Românească în circumstanțe care nu sunt cunoscute. Beneficiind de o perioadă de dezvoltare a construcțiilor de locuințe în stil occidental, care a avut loc în perioada de după revoluția din 1821 și în special în perioada Regulamentului Organic, Villacrosse a obținut fără mari dificultăți contracte pentru diferite construcții, devenind în relativ scurt timp un arhitect cunoscut în București.

## Primele contracte de anvergură
În 1822, domnitorul Grigore Ghica începe construcția unui nou palat pe terenurile sale din apropierea lacului Tei, în locul unor foste case ale Ghiculeștilor, devastate de războiul ruso-austro-turc din 1787-1792 și în care locuise, în timpul revoluției din 1821, Alexandru Ipsilanti.  Palatul construit în stil clasic italian, a fost realizat după planurile lui Xavier Villacrosse și a fost decorat de pictorul italian Giacometti.
În perioada 1812 - 1815, pe o parte a terenului pe care se află astăzi Palatul Republicii (fostul Palat Regal), Dinicu Golescu construise o casă care, cu cele 25 de camere ale ei, era la acea vreme una din cele mai mari și mai frumoase din București. Dinicu Golescu a murit în 1830 iar moștenitorii săi au vândut casa statului, generalul Pavel Kiseleff aprobând în acest scop 10.000 galbeni. În palat s-a mutat Sfatul Administrativ (guvernul). În 1837, Casa Golescu a fost transformată în palat domnesc, lucrările fiind executate de Xavier Villacrosse care a păstrat arhitectura exterioară inițială precum și ornamentațiile exterioare cu basoreliefuri, frize și capiteluri, realizate în 1820 de sculptorul Karl Schmutzer.
În  timpul cutremurului din 1838, Mânăstirea Radu Vodă a fost ruinată de cutremur. În 1839 este reparată în întregime de Iosif Weltz după planurile lui Xavier Villacrosse și Heinrich Feiser.
În locul unde este astăzi Ateneul Român, exista o biserică  construită de Mihai Cantacuzino în 1764. Biserica era în stare proastă încă din 1793 și a fost puternic avariată de cutremurul din 1838. Consultat asupra eventualelor reparații,  Xavier Villacrosse a recomandat dărâmarea și refacerea turlei și a zidului superior, dar avizul său nu a fost urmat. Biserica a continuat să se deterioreze, fiind abandonată în 1863 și dărâmată în 1868. Catapeteasma care fusese sculptată la Veneția, a fost transferată la Biserica Albă.

## Arhitect șef al orașului
Pentru problemele cu caracter tehnico-edilitar, sfatul  orășenesc conlucra cu „arhitectonul Poliției București” numit, la început de agie. Primul arhitecton sau maimarbașa a fost  Josef Hartl, numit la 22 iunie 1831. Din 1834 s-a creat în cadrul Sfatului o direcție arhitectonică, al cărei director a fost numit Michel Saejouand, urmat în 1835 de Heinrich Faiser von Mentzen În  1840 Xavier Villacrosse a fost numit arhitect șef al orașului, funcție pe care a îndeplinit-o până în 1848.  Adjunctul lui a fost arhitectul Alexandru Hristea Orăscu.
Una din preocupările principale ale lui Xavier Vilacrosse a fost realizarea unui sediu al primăriei, Casa Orașului. Clărirea, situată pe malul drept al Dâmboviței, era proiectată de Xavier Villacrosse, care a supravegheat personal și execuția. Placa de pe piatra de temelie, așezată la 6 septembrie 1842, cuprindea următorul text :
Al. Dim. Ghica voevod întru prea fericitele sale zile s-a clădit această Casă a Orașului, după placul arhitectornului său Csavie Vilacros, de meșterul Andrei Stamate prin osârdia prezidentului Sfatului Orășenesc dlui paharnicului și cavalerului conte Scarlat Roset, si a mădularilor acestui sfat dlui sărdarului Pârvu Asan, boierului de neam Theodor Balaban, neguțătorului Ioan Iliad și a secretarului acestui Sfat, dlui pitarului Const. Pencovici, în piața Grigore Ghica Voevod în anul 1842, septembrie 1842, București.
Clădirea se ianugurează cu „ceremonial deosebit” la 28 octombrie 1843. Clădirea a rezistat incendiului din 1847, dar a fost dărâmată în 1882 din cauza lucrărilor de canalizare și rectificare a cursului Dâmboviței. 
Villacrosse a fost de altfel singurul arhitect al capitalei care a reușit să construiască o clădire pentru primăria capitalei. După 1882, primăria capitalei a funcționat în diferite clădiri închiriate, sediul actual fiind de fapt în clădirea construită pentru Ministerul Lucrărilor Publice.
Pe lângă activitățile de arhitect șef al orașului, Xavier Villacrosse s-a ocupat și de alte proiecte de arhitectură.  Astfel în 1846-1852 se construiește Teatrul cel Mare din București, construit pe un teren cumpărat de  la boierul Merișescu. Planurile teatrului au fost elaborate de arhitecții Xavier Villacrosse, Balsano și Iacob Melik. Construcția a fost încredințată arhitectului vienez A. Hefft, asistat de Karl Hartl, arhitectul orașului Ploiești.

## Viața de familie
În 1843 Xavier Villacrosee s-a însurat cu Polixenia, fiica dragomanului Petros Serafim. Acesta și-a împărțit averea, partea dinspre Strada Caraghiorghevici (azi strada Eugen Carada), care cuprindea hanul Câmpineanu, fiind dată ca zestre fiicei sale Polixenia. Hanul, numit acum hanul Villacrosse, a funcționat ca atare până la realizarea pasajului Macca-Villacrosse.

## Realizări după 1848
După eliberarea sa din funcția de arhitect șef, Xavier Villacrosse și-a continuat activitatea de arhitect. Dintre realizările sale din această perioadă sunt de remarcat lucrările de refacere a diferitor biserici din București, tip de lucrări în care se specializase.
Lucrări importante au fost cele pentru consolidarea bisericii Sfântul Gheorghe Nou, construită de Constantin Brâncoveanu în 1705-1707. Turla bisericii fusese grav avariată de cutremurul din 11 ianuarie 1838. Abia reparată, biserica este din nou avariată de „Focul cel Mare” din 23 martie 1847 când a ars partea dinspre bulevard (pridvorul și pronaosul). Refacerea a fost începută în 1851 de către Xavier Villacrosse și încheiată abia în 1855, din cauza unor conflicte cu privire la corectitudinea stilistică a restaurării, în special pe fațada vestică. Cu această ocazie a fost refăcută și turla. Turla lui Villacrosse a fost deteriorată încă o dată de cutremurul din 10 noiembrie 1940 fiind refăcută și consolidată de arhitectul Horia Teodoru.
Altă biserică de care s-a ocupat Xavier Villacrosse a fost Sfântul Spiridon Nou, construită în 1717. Ruinată de cutremurele din 1802 și 1838, biserica a fost refăcută în stil neogotic cu materiale de calitate superioară în 1852 – 1858 de Xavier Villacrosse și continuate după moartea lui de L. Nifon, fiind sfințită de mitropolitul Nifon la 8 noiembrie 1860.

## Epilog
Xavier Villacrosse a murit în 1855. Din anul următor, ulița Cișmigiului, unde locuise, a fost numită Strada Villacrosse. Recunoștința bucureștenilor a fost însă de scurtă durată. După câteva decenii numele a fost schimbat în Strada Diaconeselor, pentru ca apoi să devină Strada Spiru Haret, nume pe care îl are și astăzi.